# Osterkirche (Schwarza)

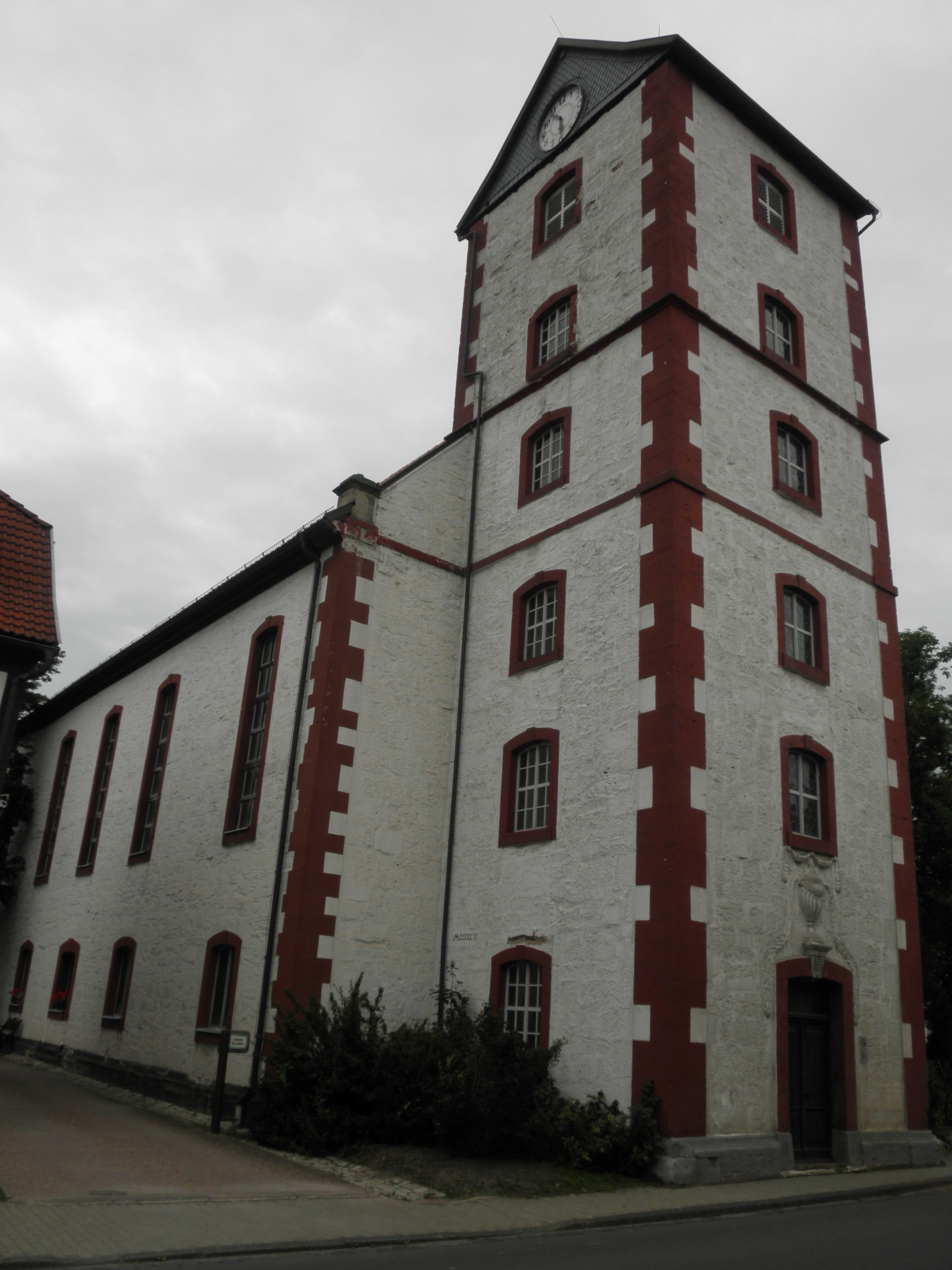
Osterkirche

Die evangelisch-lutherische denkmalgeschützte Osterkirche steht in Schwarza, einer Gemeinde im Landkreis Schmalkalden-Meiningen von Thüringen. Die Kirchengemeinde Schwarza gehört zum Pfarrbereich Viernau im Kirchenkreis Henneberger Land der Evangelischen Kirche in Mitteldeutschland.

## Beschreibung
Eine gotische Pfarrkirche ist bereits 1498 urkundlich erwähnt. Die Saalkirche hat ihren Kirchturm giebelständig im Osten, eine Inschrift nennt das Jahr 1520 für seine Entstehung. Nachdem das Langhaus wegen Baufälligkeit abgebrochen wurde, erfolgte sein Neubau 1785–1788. Auch der Kirchturm wurde erneuert. Mitte der 1960er-Jahre wurde die Kirche umgebaut. Die Emporen wurden entfernt. Das Portal war ursprünglich im Westen, jetzt ist es im Kirchturm. 1968 wurde die Kirche wieder eingeweiht.